# Rivara
Rivara é uma comuna italiana da região do Piemonte, província de Turim, com cerca de 2.690 habitantes. Estende-se por uma área de 12 km², tendo uma densidade populacional de 224 hab/km². Faz fronteira com Pratiglione, Valperga, Prascorsano, Forno Canavese, Pertusio, San Ponso, Busano, Levone, Barbania.

## Demografia
| Variação demográfica do município entre 1861 e 2011                               |
|                                                                                   |
| Fonte: Istituto Nazionale di Statistica (ISTAT) - Elaboração gráfica da Wikipedia |